# Texmaker
Texmaker是一款跨平台的開源LaTeX編輯器，它界面乾淨并集成有PDF閱讀器。

## 特性
Texmaker包含支持Unicode、在線拼寫檢查、自動補全、代碼摺疊和矩形選取等特性，查找和替換操作也支持正則表達式。
編譯之後，Texmaker會通過檢測日誌文件自動定位錯誤和警告。
集成PDF查看器支持連續、旋轉和演示模式。TeX源文件和PDF文件之間可通過SyncTeX進行直接或反向同步。

## 外部連結
- Texmaker官方主頁（页面存档备份，存于）